# Xysmalobium gossweileri
Xysmalobium gossweileri är en oleanderväxtart som beskrevs av Spencer Le Marchant Moore. Xysmalobium gossweileri ingår i släktet Xysmalobium och familjen oleanderväxter. Inga underarter finns listade i Catalogue of Life.